# Fernando Condés
Fernando Romero Condés (Lavadores, 1906 – Somosierra, 23 luglio 1936) è stato un militare spagnolo, ufficiale della Guardia Civil spagnola e militante del PSOE.

## Biografia
Noto per le sue idee di sinistra, nel 1934 era stato allontanato dall'esercito per complicità con i ribelli delle Asturie, ma poi dopo le elezioni del febbraio 1936 reintegrato dal capo del Governo Santiago Casares Quiroga e promosso capitano.
Il 13 luglio 1936 guidò la squadra della milizia Guardia de Asalto che assassinò il deputato e leader dell'opposizione monarchica José Calvo Sotelo. Questo omicidio fu l'episodio scatenante dell'insurrezione nazionalista guidata tre giorni dopo da Francisco Franco contro il governo del Fronte Popolare che sarebbe sfociata nella Guerra civile spagnola.
Dopo l'uccisione di Sotelo e lo scoppio della guerra civile, fu nominato direttore tecnico de "La Motorizzata" (milizia della gioventù socialista unificata) e morì in combattimento pochi giorni dopo.